# Eugenia coronata
Eugenia coronata là một loài thực vật có hoa trong Họ Đào kim nương. Loài này được Vahl ex DC. mô tả khoa học đầu tiên năm 1828.